# Кајова (Колорадо)
Кајова (енгл. Kiowa) град је у америчкој савезној држави Колорадо.

## Демографија
По попису из 2010. године број становника је 723, што је 142 (24,4%) становника више него 2000. године.
| Група             | 2000.       | 2010.       |
| Белци             | 544 (93,6%) | 629 (87,0%) |
| Афроамериканци    | 2 (0,3%)    | 11 (1,5%)   |
| Азијати           | 1 (0,2%)    | 10 (1,4%)   |
| Хиспаноамериканци | 25 (4,3%)   | 57 (7,9%)   |
| Укупно            | 581         | 723         |